# 素鵞神社 (小美玉市)

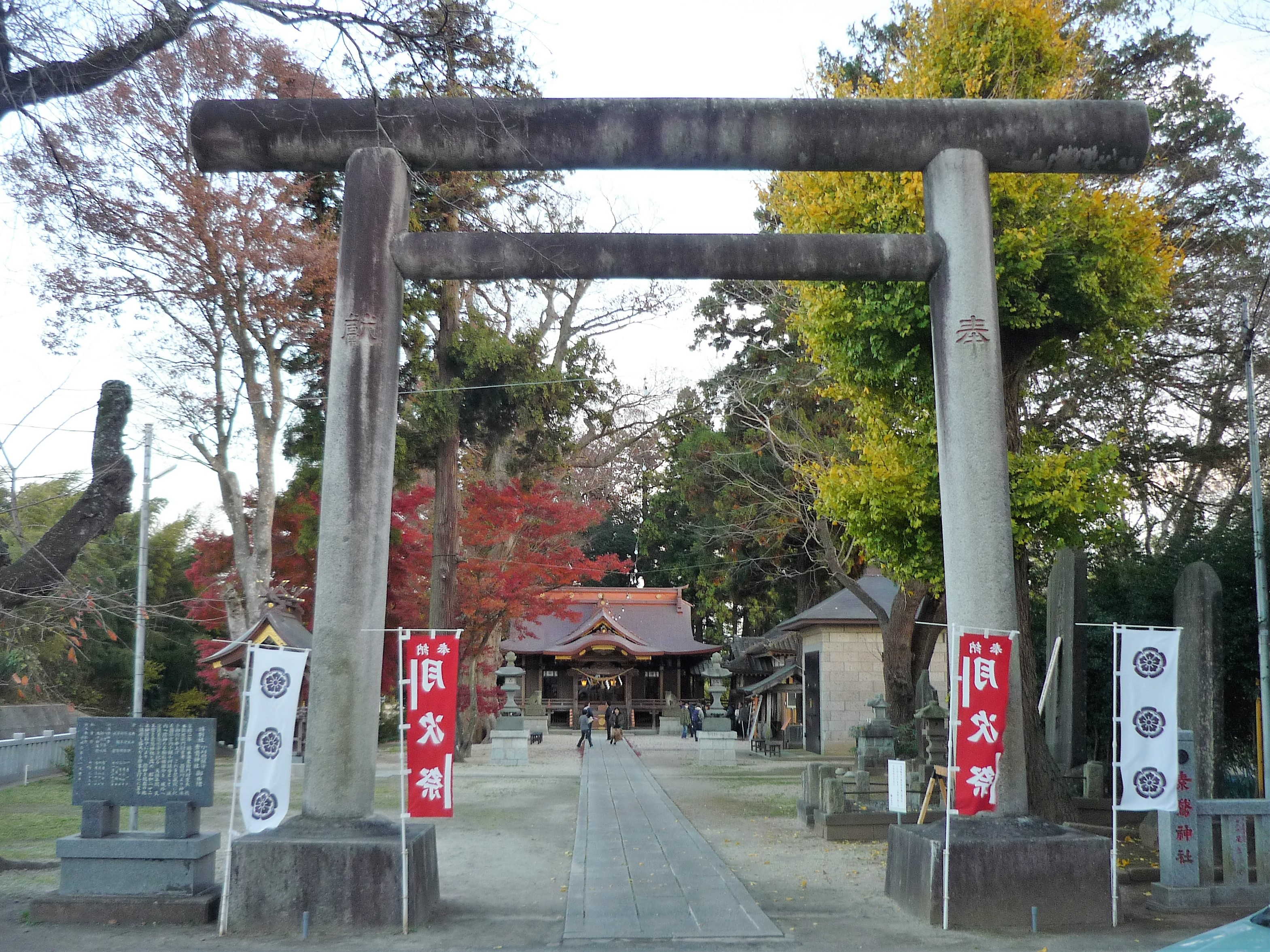
鳥居と拝殿

素鵞神社（そがじんじゃ）は、茨城県小美玉市にある神社。
小美玉市南東部の小川地区（旧・小川町）の鎮守である。

## 歴史
創建は享禄2年（1529年）、橋本源左衛門・孫左衛門の兄弟が園部川の河口で遊漁中に御神体を発見したことに始まる。「牛頭天王にして陰神、陽神」であると自ら神託する御神体を、兄弟が祀って奉仕していたところ、翌年の享禄3年（1530年）、話を聞いた小川城主・薗部宮内少輔によって、陽神の素戔嗚尊を城外に、陰神の櫛稲田姫命を城内に、それぞれ社殿を造営して分祠することになった。
以来、旧暦の6月1日・7日・11日・13日（新暦では7月11日・17日・21日・23日）の4日間に渡って執り行われる「四度(よど)のまつり」（祇園祭）が始まり、今日まで約500年続いている。
神社は元々は「天王宮」（天王さま）と呼ばれていたが、徳川光圀率いる水戸藩の尊皇思想の影響を受け、神仏混淆の社号を天保11年（1840年）、現在の社号「素鵞神社」に改めた。鎮座地も低地の墓所近くから、明治2年（1869年）、高台の旧小川城の外曲輪があった現在地に遷座された。
明治3年（1870年）には小川鎮守となり、明治6年（1873年）村社に列格、明治40年（1907年）には神饌幣帛料供進神社に指定された。

## 祭神
- 素戔嗚尊（陽神）
  - 櫛稲田姫命（陰神） - 境内社・稲田神社祭神。

## 文化財
社宝
- 従四位上侍従源有文社号謹書之掛軸
- 武田耕雲斎之掛軸
- 呂色漆神紋蒔絵之行器
- 皇大神宮別宮月讀荒御魂宮撤下御神宝革御靭
- 皇大神宮別宮瀧原宮所管社長由介神社撤下御装束御鏡

文化財
- 素鵞神社の祇園祭（市指定無形民俗文化財）
- 素鵞神社の欅（市指定天然記念物）
- 素鵞神社の玄圃梨（市指定天然記念物）